# Почесні громадяни Сміли
| Почесні громадяни Сміли | Почесні громадяни Сміли          | Почесні громадяни Сміли | Почесні громадяни Сміли | Почесні громадяни Сміли |
| ----------------------- | -------------------------------- | ----------------------- | ----------------------- | ----------------------- |
| №:                      | П. І. Б.                         | Дати життя              | Діяльність              | Дата присвоєння         |
| 1.                      | Бондаренко Микола Спиридонови    |                         |                         | 1969                    |
| 2.                      | Бернштейн Леонід Юхимович        |                         |                         | 1969                    |
| 3.                      | Величко Максим Костянтинович     |                         |                         | 1969                    |
| 4.                      | Жилін Іван Архипович             |                         |                         | 1969                    |
| 5.                      | Кондратенко Віктор Андрійович    |                         |                         | 19 січня 1984           |
| 6.                      | Маньковський Йосип Антонович     |                         |                         | 19 січня 1984           |
| 7.                      | Єфимов Михайло Іванович          |                         |                         | 19 січня 1984           |
| 8.                      | Гончаров Дмитро Степанович       |                         |                         | 25 січня 1994           |
| 9.                      | Москалець Василь Іванович        | 27 грудня 1918          |                         | 25 січня 1994           |
| 10.                     | Натальченко Микола Данилович     |                         |                         | 27 квітня 1995          |
| 11.                     | Шастун Іван Денисович            | 22 червня 1920          |                         | 22 грудня 1998          |
| 12.                     | Жукова Анна Іванівна             | 23 листопада 1916       |                         | 18 серпня 2000          |
| 13.                     | Вербовський Федір Дементійович   | 2 жовтня 1925           |                         | 18 серпня 2000          |
| 14.                     | Змучило Володимир Михайлович     | 18 серпня 1930          |                         | 18 серпня 2000          |
| 15.                     | Банніков Юрій Олександрович      |                         |                         | 18 серпня 2000          |
| 16.                     | Бараннік Василь Терентійович     |                         |                         | 5 вересня 2002          |
| 17.                     | Дріга Олександр Вікторович       | 12 червня 1985          |                         | 5 вересня 2002          |
| 18.                     | Марченко Олександр Васильович    | 17 січня 1951           |                         | 5 вересня 2002          |
| 19.                     | Годкевич Володимир Георгійович   | 9 квітня 1925           |                         | 14 квітня 2005          |
| 20.                     | Гребеньков Іван Гнатович         | 23 жовтня 1924          |                         | 14 квітня 2005          |
| 21.                     | Ільющенко Сергій Никифорович     | 4 вересня 1924          |                         | 14 квітня 2005          |
| 22.                     | Ніконов Анатолій Федорович       | 26 лютого 1924          |                         | 14 квітня 2005          |
| 23.                     | Перехрест Іван Михайлович        | 15 серпня 1924          |                         | 14 квітня 2005          |
| 24.                     | Пономаренко Борис Йосипович      | 25 вересня 1944         |                         | 26 серпня 2005          |
| 25.                     | Рибчинська Майя Григорівна       | 15 березня 1929         |                         | 26 серпня 2005          |
| 26.                     | Конякін Леонід Іванович          | 13 липня 1925           |                         | 26 жовтня 2007          |
| 27.                     | Дмитрук Петро Савович            | 15 червня 1938          |                         | 5 червня 2008           |
| 28.                     | Захарченко Микола Іванович       | 20 квітня 1931          |                         | 8 вересня 2009          |
| 29.                     | Покотиленко Валентина Михайлівна | 9 серпня 1948           |                         | 8 вересня 2009          |
| 30.                     | Пожар Михайло Миколайович        | 22 жовтня 1941          |                         | 8 вересня 2009          |